# Световна митническа организация
Световната митническа организация (съкратено СМО) е междуправителствена организация със седалище в Брюксел, Белгия.
Призната е като „глас“ на световната митническа общност. Организацията е известна със своята работа в области, които обхващат развитието на международни конвенции, инструменти и похвати на теми като класификация на стоките, оценяване, правилата за произход, събирането на митнически приходи, сигурността на веригата за доставки, улесняване на международната търговия, дейности за прилагане на митата, борбата срещу фалшифицирането в подкрепа на правата за интелектуална собственост, постигане на устойчиво изграждане и подпомагане с митническите реформи и модернизация. Поддържа международната Хармонизирана система, администрира техническите аспекти на споразуменията за митническа стойност и правила за произход на стоките на Световната търговска организация.
Световната митническа организация (СМО), създадена през 1952 г. като по Митническия съвет за сътрудничество (СМС) е независима междуправителствена организация, чиято мисия е да се подобри ефективността и ефикасността на митническите администрации. Днес, на Световната митническа организация представлява 179 Митническите администрации по целия свят, които заедно обработват около 98% от световната търговия. Тъй като глобален център на експертни Митници, на Световната митническа организация е единствената международна организация с компетентност по митнически въпроси и с право може да се обадите на глас на международната митническа общност. СМО е ръководен орган – Съветът – разчита на компетентността и уменията на Секретариата, както и набор от технически и консултантски комитети да изпълни своята мисия. Секретариатът, включващ над 100 международни представители, технически експерти и помощен персонал на гражданите на някои държави. Като форум за диалог и обмен на опит между националните митнически делегати, на Световната митническа организация предлага на своите потребители различни конвенции и други международни актове, както и техническа помощ и обучение, които пряко от Секретариата, или с негово участие. Секретариатът също активно подкрепя своите членове в техните усилия за модернизиране и изграждане на капацитет в рамките на техните национални митническите администрации. Освен жизненоважната роля на СМО за стимулиране на растежа на законен международната търговия, усилията си за борба с измамите, са признати на международно ниво. Подходът на партньорство подкрепена от Световната митническа организация е един от ключовете за изграждане на мостове между митническите администрации и техните партньори. Чрез насърчаване на появата на един честен, прозрачен и предвидим митническа среда, на СМО пряко допринася за икономическото и социално благополучие на своите членове. В международна среда се характеризира с нестабилност и постоянно присъстващата заплаха от терористична дейност, мисия на Световната митническа организация, за да се подобри защитата на обществото и на националната територия, и за осигуряване и улесняване на международната търговия, поема пълния му смисъл.

## История
През 1947 г., тринадесет европейски държави основават учебна група, която разглежда митническите проблеми установени в Общото споразумение за митата и търговията (ГАТТ). През 1950 г. се приема конвенция, основавала Съвет за митническо сътрудничество, която е подписана в Брюксел. На 26 януари 1953 г. се състои учредителна сесия с участието на 17 основаващи члена. Членството в тази организация впоследствие се разширява и обхваща всички региони в света. През 1994 г. организацията приема днешното си име Световна митническа организация.
Днес страните-членки на СМО отговарят за митническия контрол на повече от 98% от Международната търговия. Историята на СМО започна през 1947 г., когато на тринадесет европейски правителства, представени в Комитета за европейско икономическо сътрудничество постигна съгласие за създаване на групи за обучение. Тази група разгледа възможността за създаване на един или повече между европейските митнически съюзи, основани на принципите на Общото споразумение за митата и търговията (ГАТТ).
През 1948 г. Проучвателна група създаде две комисии – по икономически комитет и Комитета по Митническия. Икономическият комитет е предшественик на Организацията за икономическо сътрудничество и развитие (ОИСР), на Митническия комитет стана по Митническия съвет за сътрудничество (СМС).
През 1952 г., Конвенцията за създаване на CCC официално влезе в сила. Съветът е ръководният орган на CCC и на учредителната сесия на Съвета се проведе в Брюксел на 26 януари 1953 година.
Представители на седемнадесет европейски страни присъстваха на първото заседание на Съвета на CCC.
След години на членството на растеж, през 1994 г. Съветът прие работното име Световната митническа организация, по-ясно да отразяват прехода към действително глобален междуправителствена институция. Сега е гласът на 179 и на митническите администрации, които работят на всички континенти и представляват всички етапи на икономическото развитие. Днес членовете на СМО са отговорни за обработка на повече от 98% от цялата външна търговия.
Исторически постижения на Световна митническа организация -
1947 Тринадесет правителствата представени в Комитета за европейско икономическо сътрудничество се създаде Изследователска група да проучи възможността за създаване на един или повече Митнически съюзи между различните европейски държави, в съответствие с принципите на ГАТТ.
1948 The Study Group реши да създаде две комисии: Икономически комитет, който по-късно се превърна в Организацията за икономическо сътрудничество и развитие (ОИСР) и Комитета по Митническия която по-късно става по Митническия съвет за сътрудничество (СМС).
1952 Конвенцията за създаване на CCC влезе в сила на 4 ноември.
1953 на учредителната сесия на CCC Съвета в Брюксел се проведе на 26 януари в присъствието на представители на седемнайсет европейски страни. Тази дата се празнува като Международен ден на митниците.
1974 на Международната конвенция за опростяване и уеднаквяване на митническите процедури (Конвенция от Киото) влезе в сила на 25 септември.
1980 г. Конвенция за административна взаимопомощ по предотвратяване, репресия и разследване на митнически нарушения (Конвенция Найроби) влезе в сила на 21 май.
1988 Международната конвенция СМО относно Хармонизираната система за описание и кодиране на стоките (ХС конвенция) влиза в сила на 1 януари.
1993 на Съвета на СМО приема Декларация Аруша на Integrity митниците.
1994 СМО Съветът да приеме неформална име „Световна митническа организация“, за да се отрази по-добре в целия свят характер на организацията.
1999 СМО Съветът да приеме ревизираната Международна конвенция за опростяване и уеднаквяване на митническите процедури (ревизираната Конвенция от Киото)
2002 СМО празнува своята 50-а годишнина и е удостоен с посещение от HM крал Алберт II на Белгия, придружено от Дидие Рендерс, белгийския вицепремиер и министър на финансите.
2003 на Съвета на СМО приема Конвенцията за взаимна административна помощ по митнически въпроси (ohannesburg конвенция) през юли.
2005 СМО Съветът да приеме рамката на стандартите за сигурност и улесняване на глобалната търговия.
2006 СМО стартира програма Columbus, най-голямата инициатива Митнически Изграждане на капацитет ангажира в подкрепа на изпълнението на рамковите стандарти за сигурност и улесняване на глобалната търговия. Ревизираната Конвенция от Киото за опростяване и уеднаквяване на митническите процедури влезе в сила.
2007 номенклатурата на ХС 2007 Edition влиза в сила на 1 януари.
2012 номенклатурата на ХС 2012 Edition влиза в сила на 1 януари.

## Визия, Мисия и Цели
Световната митническа организация е международно призната за експертни митнически познания и орган, играещ водеща роля в дискусията, развитието, популяризирането и прилагането на съвременните митнически системи и процедури. Нейната стратегическа среда е призната като основа за добра митническа администрация по целия свят.
Основната цел на СМО е подобряване ефикасността и ефективността на митническите администрации на страните-членки, поради което им съдейства за постигане на националните им цели за развитие, особено събиране на приходите, улесняване на търговията, национална сигурност, защита на общността и събиране на статистическите данни за търговията.
Визия -
За да бъде гласът на митниците и на Глобалния център за високи постижения в развитието и доставката на ефективни, ефикасни и модерни митническите процедури и стандарти, международно сътрудничество, знания и изграждане на капацитет, за да отговори на нуждите на държавните органи и обществото за по-добър свят от е мечтател, актуални и незаменим.
Мисия -
Като междуправителствена организация, Световната митническа организация е център на високи постижения, който осъществява ръководство по митническите въпроси на международно ниво и съветва митническите администрации света на управленските практики, инструменти и техники за подобряване на възможностите им за изпълнение на ефикасни и ефективни трансгранични проверки заедно със стандартизирана и хармонизирани процедури за улесняване на законната търговия и пътувания и да забранят незаконни сделки и дейности.
Цели -
Цел 1 – Международно сътрудничество и обмен на информация
СМО предоставя форум за международно сътрудничество за насърчаване на по-голяма свързаност и по-хармонично взаимодействие, включително обмена на информация и опит и установяване на най-добри практики между държавите администрации, международни организации и други заинтересовани страни.
Цел 2 – хармонизация и опростяване на митническите системи и процедури
СМО разработва, поддържа и насърчава редица международно приети конвенции, други инструменти и най-добри практики подходи за постигане на хармонизация и опростяване на митническите системи и процедури.
Цел 3 – Спазване и изпълнение
СМО подкрепя потребители чрез дейности в областта на търговските измами, трафик на наркотици, пране на пари, правата върху интелектуалната собственост и други нарушения, свързани, чрез развитие на спазването и изпълнението инструменти и обмен на разузнавателна информация чрез изпълнението Митнически Network (CEN) за защита на обществото в областта на общественото здраве и безопасност, екологични престъпления и ограничаване на евентуални пандемии.
Цел 4 – улесняване на търговията
СМО насърчава ревизираната Конвенция от Киото за подпомагане на членовете по въпроси, за улесняване на търговията. СМО ще продължи да работи с други международни организации, включително и на Световната търговска организация в подкрепа на улесняването на търговията групата за преговори със съвети и консултации, за да насърчи по-доброто разбиране на търговските инструменти за облекчаване на СМО и инструменти.
Цел 5 – Сигурност на доставките и улесняването на
СМО подобрява Митнически до митническите мрежи и обичаи към бизнес партньори, по смислен и взаимноизгодно начин, чрез постоянен диалог със своите потребители и неговите бизнес партньори, за да се осигури и облекчи международната търговска верига на доставка, включително координирани управление на границите в сътрудничество с други агенции за граничен контрол.
Цел 6 – Изграждане на капацитет
СМО предоставя набор от изграждане на капацитет, обучение и техническа помощ и програми за интегритет за увеличаване на капацитета на администрациите на държавите-Митнически ефективен принос за националните цели за развитие, в партньорство с международни организации и частния сектор.
Цел 7 – промоция и маркетинг
СМО насърчава стратегическите интереси и пазари ролята и приноса на СМО и широката международна митническа Общността, чрез, сътрудничество комуникация и партньорство с правителства, други международни и регионални организации, донорски агенции и частния сектор.
Цел 8 – научни изследвания и анализи
СМО провежда изследване и анализ на нови визии, проблеми и тенденции от стратегическо значение на СМО и администрациите на държавите, в сътрудничество с изследователски институции.
Цел 9 – добро управление и използване на ресурсите
СМО управлява и администрира своите човешки и финансови ресурси по разходно-ефективен, прозрачен и отговорен начин, въз основа на дългосрочна визия за митническите администрации и Световната митническа организация и на познаването на международната среда и драйвери.

## Митническа Обстановка
Следните въпроси, идентифицирани чрез процес на сканиране на международната среда и водачи, ръководи подготовката на 2009/2010 – 2011/2012 стратегически план.
Средата, в която на СМО и нейните членове работят ще продължи да се определя от основните роли на Митниците:
(1) на събираемостта на приходите,
(2) Национална сигурност;
(3) Общността защита;
(4) Улесняване на търговията и
(5) Събирането на данните за търговията.
Списъкът по-долу включва много от настоящите предизвикателства пред митническите администрации по целия свят днес:
Необходимостта от създаване на Митнически да бъдат отзивчиви към глобалната финансова криза и да се присъедини глобалните усилия за поддържане на доверието в системата за търговия. Важно е да се избегне въвеждането на нови бариери пред търговията, или мерки, които ще увеличат разходите и генериране на допълнителни закъснения на границата. Използването на управление на риска е ключов елемент в тази връзка;
Приемането от Съвета на СМО от политически документ, „Митнически през 21 век“, както на високо равнище стратегическото ръководство на СМО Секретариатът на СМО и членове на ЕП, която включва нова стратегическа перспектива и политики, които ще определят ролята на митниците в 21 век;
Продължаване на инвестициите от страна на частния сектор в съвременното производство, информационни системи и системи за управление на доставките, с подкрепата на информационните и комуникационните технологии, както и произтичащото от това повишаване на очакванията за подбудител и по-рентабилни и предвидима границата обработка на стоки и хора;
Повишената информираност на външните водачи, които добавят сложността на световната търговия ландшафта, включително инициативи за по-нататъшно либерализиране на търговията и по-сложни правила за търговия;
Разпространението на регионални търговски споразумения, включващи преференциални правила за произход, в резултат на различни правила за произход и процедурите, които се добавят разходи за правителствата, така и за предприятията;
Голямо осъзнаване на факторите, които увеличават уязвимостта на международната верига за търговия доставката с международния тероризъм, трансграничната организирана престъпност, трафика на наркотици и измамите приходите и произтичащото от това повишаване на очакванията за засилване на граничния контрол като същевременно се гарантира на непрекъснатото подобряване на улесняването на търговията, което също се отнася до въпроси, свързани с общественото здраве и безопасност, както и проблемите на околната среда;
Повишената информираност на неблагоприятните икономически и социални последици от нарушението на правата върху интелектуалната собственост;
По-сложен политика и процедурни изисквания, свързани със спазването на международните ангажименти и стандарти за ефикасни и ефективни процедури граници, които подобряват координацията и сътрудничеството между граничните служби;
По-добрата осведоменост за важността на Митнически като ключов инструмент за икономически растеж, социално развитие и националната сигурност, и получената необходимостта от правителства и донорски организации да инвестират в устойчиви дейности за изграждане на капацитет в сферата на митниците, с подкрепата на основани на научни изследвания стратегия и професионализъм;
По-добрата осведоменост на изпълнението на доброто управление и интегритета звук в митническите служби в сътрудничество със заинтересованите страни, като основа за политиката за развитие и изграждане на капацитет;
Ограниченията по отношение на бюджета и човешките ресурси разпределение въпреки увеличението на обема на работа и очакванията правителството, и
Промени в организационните мерки, отразяващи промените в приоритетите на правителството.

## Инструменти
За да постигне своите цели, Световната митническа организация приема редица митнически инструменти и практики.
1 Международната конвенция за Хармонизирана система за описание на стоките и код система. ХС конвенцията е приета през 1983 г. и влиза в сила през 1988 г. Многофункционална ХС номенклатура на стоките се използва като база за митническите тарифи и за съставянето на статистика на международната търговия. Тя се състои от около 5000 групи стоки, всяка идентифицирана с 6-цифрен код, подредени в юридическо-логическа структура с добре дефинирани правила за постигане на единна класификация. ХС се използва за цели, свързани с търговската политика, правилата за произход, мониторинг на контролирани стоки, вътрешни данъци, товарни тарифи, транспортна статистика, квоти, контрол, мониторинг на цените, съставянето на националните сметки, икономически изследвания и анализи.
2 Международната конвенция за опростяване и хармонизиране на митническите процедури (ревизирана конвенция от Киото) е приета през 1974 г. и е ревизирана през 1999 г. Влиза в сила през 2006 г. Състои се от няколко основни ръководни принципа с прозрачност и предвидимост на митническия контрол; стандартизацията и опростяване на декларацията за стоки и придружаващи документи; опростени процедури за упълномощени лица; максимално използване на информационните технологии; необходимия минимум митнически контрол, за да се гарантира спазването на разпоредбите; използване на управление на риска и одитен контрол; координирани интервенции с други гранични агенции, както и партньорство с търговията. Насърчава улесняването на търговията и ефективния контрол чрез своите правни разпоредби, които подробно описват прилагането на прости, но ефикасни процедури, и съдържа нови и задължителни правила за нейното прилагане. Ревизираната конвенция от Киото понякога се бърка с Протокол от Киото, който е протокол към Рамковата конвенция на Организацията на обединените нации по изменение на климата (РКОНИК).
3 АТА конвенцията и Конвенцията за временно допускане (Истанбулска конвенция) са инструменти, уреждащи временен внос на стоки. ATA конвенцията позволява свободното движение на стоки през границите и техния временен внос в митническата територия с освобождаване от мита и данъци. Стоките са обхванати от един-единствен документ, известен като АТА карнет, който е обезпечен с международна гаранционна система.
4 Декларацията от Аруша за митническа почтеност е приета през 1993 г. и е преработена през 2003 г. Тя е необвързващ инструмент, който предоставя редица основни принципи за насърчаване на почтеност и борба с корупцията в рамките на митническите администрации.
5 Рамковите стандарти SAFE за сигурност и улесняване на глобалната търговия са приети през 2003 г. SAFE е инструмент с незадължителен характер, който съдържа стандарти за сигурността на веригата за доставки и за облекчаване на стандартите за стоки, търгувани международно, което дава възможност за интегрирано управление на веригата за доставки на всички видове транспорт, укрепва общностните договорености между митническите администрации, за да се подобри тяхната способност за откриване на високорискови пратки. Насърчава сътрудничеството между митниците и бизнес общността чрез концепцията на оторизиран икономически оператор (ОИО) и се бори за безпроблемно движение на стоки през защитени международни търговски вериги за доставки.

## Администрация
Секретариатът на СМО се ръководи от генерален секретар, който се избира от членовете в Световната митническа организация за 5-годишен срок. Сегашният генерален секретар на СМО е Кунио Микурия от Япония, който встъпва в длъжност на 1 януари 2009 г. Световната митническа организация се управлява от Съвет, който обединява всички членове на Организацията веднъж годишно на среща, представлявана от избран председател. Допълнителни стратегически и ръководни насоки се предоставят от политиката на комисията и комитета на финансите. Няколко комисии на СМО като Комитета по Хармонизираната система, Постоянния технически комитет, Техническия комитет по митническата стойност, Техническия комитет по правилата за произход, Комитетя за изграждане на капацитет и SAFE, предоставят платформа за разработване на инструменти и добри практики в митническите компетенции.

## Партньорски организации
1. Международни организации
2. Регионални междуправителствени организации
3. Системата на ООН
4. Донорски организации
5. Бизнес организации
6. Академични организации
'Международни организации'
Секретариата на Британската общност
The Общност на нациите е междуправителствена организация, включваща 54 независими държави членки. Държавите членки си сътрудничат в рамките на общи ценности и цели, както е посочено в Декларацията Сингапур. Те включват насърчаването на демокрацията, правата на човека, доброто управление, върховенството на закона, индивидуалната свобода егалитаризъм свободната търговия, многостранност и световния мир.
В секретариата на CITES
СМО секретариат има дълга работни отношения с CITES (Конвенция по международната търговия със застрашени видове от дивата фауна и флора) секретариат за прилагането на CITES, въз основа на Меморандума за разбирателство, подписан от двете организации през 1996 година.
Международната федерация на дружествата на Червения кръст (МФЧК)
Международната федерация на Червения кръст и Червения полумесец (МФЧК) е най-голямата хуманитарна организация. Основана през 1919 г., на МФЧК съдържа 187 член на Червения кръст и Червения полумесец националните дружества, секретариат в Женева, а повече от 60 делегации стратегически разположени за подкрепа на дейности по целия свят. Съгласно меморандума за разбирателство между Световната митническа организация и Международната федерация на обществата на Червения кръст бе подписано на 25 юни 2012 година.
Интерпол
СМО секретариат и Интерпол (Международната организация на криминалната полиция) са работили в тясно сътрудничество по широк кръг от въпроси, по-специално в борбата с трансгранични престъпни дейности като наркотици, правата върху интелектуалната собственост, културното наследство, цигари, малки оръжия и леки оръжия (МОЛВ) и престъпления срещу околната среда. Двата секретариата подписаха Меморандум за разбирателство през 1998 година.
Група за финансови действия (FATF)
В група за финансови действия (FATF) е междуправителствен орган, създаден през 1989 г. от министрите на държавите-юрисдикции. Целите на FATF са за установяване на стандарти и насърчаване на ефективното прилагане на правните, регулаторните и оперативни мерки за борба с изпирането на пари, финансирането на тероризма и други заплахи, свързани с целостта на международната финансова система. СМО Секретариатът поддържа тясно сътрудничество с FATF и FATF в стила на регионалните органи, като Азия и Тихоокеанския басейн на изпирането на пари (APG) и Междуправителствената група за борба с изпирането на пари в Африка (GIABA), за да се изготвят и подкрепят най-добрите международни практики в противодействието на изпирането на пари за митниците.
Глобално улесняване партньорство (GFP)
Целта на GFP е да обединим всички заинтересовани страни, държавни и частни, национални и международни, които искате да помогне за постигането на значителни подобрения в областта на транспорта и улесняване на търговията в света). СМО е основен партньор на GFP заедно със Световната банка, Конференцията на ООН за търговия и развитие, UNIDO, на Икономическата комисия на ООН за Европа, Международния съюз за автомобилен транспорт и International Air Cargo камара и Българската търговско-промишлена палата.
Международния център за развитие на миграционната политика (ICMDP)
Международния център за развитие на миграционната политика, основана през 1993 г., е международна организация, която работи в областта на миграцията, свързани с полета.
Международната търговска камара (ICC)
ICC дейности обхващат широк спектър, от арбитраж и разрешаване на спорове за вземане на делото за отворена търговия и система на пазарна икономика, саморегулация на бизнеса, борбата с корупцията и борбата с търговска престъпност. ICC има пряк достъп до националните правителства по целия свят чрез своите национални комисии. На организацията със седалище в Париж, международното секретариата Емисия бизнес гледка в междуправителствени организации по въпроси, които пряко засягат бизнес операции. Меморандум за разбирателство между СМО и ICC бе подписано на 19 юни 1996 година.
Международния съвет на музеите (ICOM)
За целите на борбата с незаконния трафик на културни ценности, на СМО и ICOM подписаха Меморандум за разбирателство, който позволява както на организации съвместно да изготвят и прилагат, всеки от свое сферата на компетентност, мерки за подобряване на сътрудничеството и обмена на информация. Има се предвид, че митническите органи и органите на държавите-ICOM участват в тези дейности с оглед извършване на измами, анализи и профили, приготвени за Митнически услуги по-ефективни. Съгласно меморандума за разбирателство между СМО и ICOM беше подписано на 1 януари 2000.
International Trade Centre (ITC)
СМО установи работни отношения с ITC, чиято основна цел е да се насърчи развитието на национално равнище посредством международната търговия подчертава връзката между износа и частния сектор. The ITC организира симпозиуми, които се събират участници от правни, академични и бизнес среди. Чрез участието си в тези симпозиуми, на СМО насърчава ревизираната Конвенция от Киото и други инструменти на СМО за участниците. The ITC е представил никаква информация, която е на разположение на интернет страницата си, чрез които е предоставен статут на страни присъединяване към ключови международни договори, свързани с търговията визуално се хващат. The ITC се е съгласил да се отнасят за данните, свързани с ревизираната Конвенция от Киото и други ключови инструменти на СМО в своя уебсайт.
Организацията за икономическо сътрудничество и развитие (ОИСР)
ОИСР е международна, основана през 1961 година за стимулиране на икономическия напредък и световната търговия. Това е форум на държави поеха ангажимент за демокрация и пазарна икономика, който предвижда създаването на платформа за сравнение политически опит, търси отговори на общи проблеми, да се идентифицират добри практики, както и да координира националните и международните политики на своите членове. СМО си сътрудничи с ОИСР по няколко проекта.
Организацията за забрана на химическото оръжие (ОЗХО)
На Организацията за забрана на химическите оръжия (ОЗХО) е междуправителствена организация, намираща се в Хага, Холандия. Организацията насърчава и проверява спазването на Конвенцията за химическите оръжия, която забранява използването на химически оръжия и изисква тяхното унищожаване. Проверката се състои както от оценката на декларациите на държавите членки и проверки на място.
Организацията за сигурност и сътрудничество в Европа (ОССЕ)
В резултат на сътрудничеството между Световната митническа организация и ОССЕ, Съвета на ОССЕ, която се проведе във Виена, Австрия през юли 2005 г., е изготвила решение в подкрепа на Рамката от стандарти за сигурност и улесняване на глобалната търговия (SAFE програма). ОССЕ Съветът се съгласи да насърчават членовете си, които също са членове на Световната митническа организация, за да подпише писмо за намерения за изпълнение безопасните стандарти. ОССЕ също предложи да помогне на инициативи за изграждане на капацитет, свързани с една и съща програма.
Световната търговска организация (СТО)
СТО и СМО си сътрудничат по редица области, включително на Хармонизираната система, митническо остойностяване, правилата за произход и улесняването на търговията. Номенклатурата на ХС се използва от членовете на СТО, за целите на насрочване на техните отстъпки на стоки. В допълнение, HS е била използвана в някои споразумения (например Споразумението за селското стопанство и на Споразумението за информационните технологии), за да се определят продуктовото покритие. СМО Техническия комитет за митническо остойностяване работи, за да се осигури еднаквост при тълкуването и прилагането на Споразумението за СТО Оценка на техническо ниво.
В областта на не-преференциални правила за произход, Комитетът на СТО относно правилата за произход (CRO) и Световната митническа организация Техническия комитет по правилата за произход (TCRO) са двете структури, отговорни за развитието на Споразумението на СТО относно правилата за произход. През 1999 г. TCRO сключи технически преглед на хармонизирани правила за произход и тези окончателни резултати бяха изпратени на CRO в Женева за разглеждане. Резултатите все още са в процес на разглеждане от страна на СТО.
По отношение на улесняването на търговията, от 2005 г. насам, СМО длъжностни лица са участвали в СТО регионални дейности за техническа помощ. В допълнение, на Световната митническа организация е подпомагане развитието на оценката на потребностите инструмент, който е разработен специално за преговорите за улесняване на търговията, произтичащи от Програмата за развитие от Доха. СМО служители редовно присъстват на заседанията на групата за преговори относно улесняването на търговията като наблюдатели.
'Регионални междуправителствени организации'
Африканският съюз (АС)
Африканският съюз е организация на африканските държави, установени през 2002 г. като наследник на ОАЕ (Организацията за африканско единство), която цели да насърчи икономическото развитие и политическата стабилност чрез по-тясно сътрудничество между неговите членове. Меморандум за разбирателство между СМО и Африканският съюз бе подписано на 25 юни 2010 година.
Европейски център за мониторинг на наркотиците и наркоманиите (EMCDDA)
Европейският център за мониторинг на наркотиците и наркоманиите (EMCDDA) е създадена през 1993 г. и е агенция на ЕС предоставянето на информация на европейско равнище относно наркотиците, наркоманиите и последиците. Меморандум за разбирателство между СМО и ЕЦМНН бе подписан на 12 януари 2007 г., с цел засилване на международните усилия за контрол на наркотиците.
Европейската асоциация за свободна търговия (ЕАСТ)
Европейската асоциация за свободна търговия (ЕАСТ) е основана през 1960 г. на предпоставката за свободна търговия като средство за постигане на растеж и просперитет сред неговите държави членки, както и насърчаване на по-тясно икономическо сътрудничество между страните от Западна Европа. В допълнение, държавите от ЕАСТ желае да допринесе за разширяването на търговията в света като цяло. Членовете на ЕАСТ са Исландия, Лихтенщайн, Норвегия и Швейцария.
Европейския съюз
СМО секретариат сътрудничи със съответните органи на Комисията на ЕС, като например Генерална дирекция Данъчно облагане и митнически съюз (TAXUD) и Агенцията OLAF, с цел увеличаване на усилията за борба с всички видове измами, които митническата срещне.
Европол
От подписването на споразумение за сътрудничество през 2002 г., на Световната митническа организация и Европол установява и поддържа тясно сътрудничество в борбата с тежката международна организирана престъпност, като например сътрудничеството между Световната митническа организация, OLAF (Европейската служба за борба с измамите) и Европол в противодействието незаконното производство на цигари. Меморандум за разбирателство между СМО и Европол бе подписан през 2002 година. 48
Евроазиатската икономическа общност (EURASEC или Евратом)
Евроазиатската икономическа общност с произход от Общността на независимите държави (ОНД) митнически съюз между Беларус, Русия и Казахстан. Договорът за създаването на Евразийската икономическа общност беше подписан през 2000 година и на общо икономическо пространство стартира на 1 януари 2010. Меморандум за разбирателство между СМО и Евратом бе подписан през 2006 година.
Регионален център за борба с трансграничната престъпност (SECI Center)
СМО Секретариатът поддържа тясно сътрудничество с SECI Center тъй като срещите за създаването на Център за борба с трансграничната престъпност. СМО поддържа тази регионална инициатива за насърчаване на борбата с митническите измами и подобряване на сътрудничеството между участващите страни. Меморандум за разбирателство между СМО и SECI бе подписан на 25 март 2005 година.
'Системата на ООН'
Международната агенция за атомна енергия (МААЕ)
Работни отношения между СМО и МААЕ в разработването тактики и стратегии за борба срещу незаконния трафик на ядрени и радиоактивни материали, както и за улесняване на обмена на информация е довело до създаването на Меморандум за разбирателство Май 1998. Той предоставя рамка за насърчаване на сътрудничеството на национално ниво между националните митнически администрации и регулаторни органи, отговорни за контрола на ядрени и радиоактивни материали. Меморандум за разбирателство между СМО и МААЕ е подписан на 13 май 1998 година.
Международната организация за гражданска авиация (ICAO)
СМО, в сътрудничество с ICAO и IATA, работи по преразглеждането на СМО / IATA / ICAO Насоки за предварителна информация за пътниците (API). СМО също така си сътрудничи с ICAO в областта на опростяване на митническите процедури визави въздушните пътници и товари. СМО също активно допринася за работата на ИКАО върху поддържането и преразглеждането на приложение 9 към Конвенцията за международно гражданско въздухоплаване облекчения. Това приложение обхваща много митнически процедури. Меморандум за разбирателство между СМО и ICAO бе подписано на 24 юни 2011.
Международната морска организация (IMO)
СМО участва активно в ММО за улесняване комитет (FAL) FAL се съгласиха, че той ще работи за Single Window в сътрудничество със Световната митническа организация и други международни организации. Двете организации се разглежда възможни изменения на актовете на ММО да вземе предвид Рамката от стандарти на СМО за сигурност и улесняване на глобалната търговия (позната като SAFE). Меморандум за разбирателство между СМО и IMO бе подписан на 23 юли 2002.
Международен съвет за контрол на наркотиците (INCB)
Международният съвет за контрол на наркотиците (INCB) във Виена, Австрия, следи за изпълнението на Конвенциите на ООН за контрол на наркотиците. Под егидата на INCB, два проекта, а именно „Проект сближаване“ и „Project PRISM“ са стартирали. Те са насочени към подпомагане на правителствата в борбата срещу незаконния трафик / отклоняването на прекурсори и синтетични наркотици. СМО е постоянно член на проекта работните групи. Меморандум за разбирателство между СМО и INCB бе подписан на 12 април 2012 година.
Конференция на ООН за търговия и развитие (UNCTAD)
СМО работи с UNCTAD в областта на улесняването на търговията. UNCTAD стартира програма помощ за подпомагане на развиващите се и най-слабо развиващите се страни "изграждане на капацитет за да могат те да имат възможност да участват по-активно в търговските преговори облекчаване на СТО, със специален акцент върху значението на развитието аспекти и участието на частния сектор. СМО инструменти, свързани с преговорите със СТО търговски облекчения и съответствието им с три членове на ГАТТ, на която членовете на СТО са преговори са били насърчавани чрез този форум.
Организацията на обединените нации за борба с тероризма комитет (UNCTC)
За борба с тероризма комитет на Организацията на обединените нации на Съвета за сигурност е натоварен с оценката на страната съответствие със задължителното Съвета за сигурност на Резолюция 1373. Тази резолюция изисква от всички членове на ООН да предприемат стъпки за подобряване на сигурността по границите. СМО е участвала на мултидисциплинарни екипи по различни посещения страната от 2005 г. насам.
Икономическата комисия на ООН за Европа (UNECE)
СМО работи в тясно сътрудничество с Икономическата комисия на ООН, като допринася за работата на редица ООН център за улесняване на търговията и електронния бизнес (UN / CEFACT) програмни области за развитие (PDAs) когато Domain митническа се намира в улесняване на търговията и транспорта и PDA в регулаторната PDA. По-специално работата на международна търговия Процедури Domain (ITPD) и UN / EDIFACT работна група (EWG) са на интерес по отношение на електронния бизнес стандартизация и ООН / CEFACT лидер в дейности в областта на улесняването на търговията. Основният работен партньор в това отношение е Domain Митнически Group, но и на другия PDA и домейни;. На веригата за доставки, TransportDomain, Бизнес Domain Process Analysis и International Domain улесняване на търговията също се превръщат във важни партньори СМО също допринесоха за комитетите на ИКЕ на ООН вътрешния превоз Работната група по митническите въпроси, които засягат транспорта (известен като WP30). СМО организира заседанията на Административния комитет за Митническата конвенция относно контейнерите от 1972 година. СМО е поддържане на връзка в тясно сътрудничество с ИКЕ / ООН, от чието име на СМО администрира тази конвенция. The UNECE е прилагане на Конвенция ТИР (Конвенция за международния превоз на стоки под покритието на карнети ТИР) и тя е все по-важно да се работи в атмосфера на сътрудничество между административните органи на двете конвенции.
Обединените нации за образование, наука и култура (ЮНЕСКО)
С оглед на борбата с незаконния трафик на културни ценности, на Световната митническа организация и ЮНЕСКО подписаха Меморандум за разбирателство (МР) за определяне и прилагане на всеки в своята сфера на компетентност, начини и средства за укрепване на сътрудничеството. Меморандумът за разбирателство предвижда обмен на информация между митническите органи и компетентните органи, признати от ЮНЕСКО за опазване на културното наследство и повишаване на ефективността на разследвания за измами и измами, профили, изготвени от службите за инспекция. Меморандум за разбирателство между Световната митническа организация и ЮНЕСКО беше подписано на 26 октомври 2000 година.
ООН за околната среда (UNEP)
СМО и Програмата на ООН за околната среда (UNEP) подписаха Меморандум за разбирателство през 2003 година. От 2001 г. Световната митническа организация е много активен партньор на зелени инициативи Митнически (GCI), която е поредица от съвместни дейности с партньорските организации, координира от UNEP и са насочени към повишаване на информираността на митническите служители за свързаните с търговията Многостранно околната среда споразумения (СМЕ). Двете организации работят в тясно сътрудничество за борба с незаконната търговия с озоноразрушаващи вещества (ОРВ), териториалните поделения разузнаване за връзка (Рило) да подкрепят и инициативи на регионалните офиси на ЮНЕП. Меморандум за разбирателство между СМО и UNEP беше подписан на 2 юни 2003 година.
ООН Статистиката дивизия (Статистическия отдел на ООН)
The UN Статистическия отдел е ангажиран с развитието на глобалната статистическа система. Ние събира и разпространява глобална статистическа информация, разработване на стандарти и норми за статистически дейности, и да подкрепи усилията на страните за укрепване на техните национални статистически системи.
Службата на ООН по наркотиците и престъпността (UNODC)
Партньорството между Световната митническа организация (СМО) и Службата на ООН по наркотиците и престъпността (UNODC) се основава на Меморандум за разбирателство (МР), подписан през ноември 1996 г. UNODC и СМО успешно работят съвместно по редица международни дейности. Най-новият съвместен проект е така наречената "UNODC-СМО програма Container Control. Меморандум за разбирателство бе подписан на 18 март 2010.
Службата на ООН за координация на хуманитарните въпроси (OCHA)
OCHA е част от секретариата на ООН, отговарящ за обединяване хуманитарните организации да се осигури съгласуван отговор на извънредни ситуации. OCHA насърчава и договаря със застрашени от бедствия страни модел митническото споразумение, която е разработена в сътрудничество с тази организация преди няколко години. Меморандум за разбирателство между OCHA и Световната митническа организация на 27 септември 2010 година.
Всемирния пощенски съюз (ВПС)
СМО продължава да си сътрудничи с ВПС чрез СМО / ВПС контактния комитет. Елементите от взаимен интерес включват: глобалната сигурност; електронен обмен на информация; изпълнение и изграждане на капацитет за използване на CN22 CN23 и форми, както и изпращането на услуги в гредата. Меморандум за разбирателство между СМО и ВПС е подписано на 5 юли 2007 година.
Световната организация за интелектуална собственост (WIPO)
Световната организация за интелектуална собственост е специализирана агенция на ООН със седалище в Женева, Швейцария, чиято цел е да се разработи балансирана и достъпна международна система за интелектуална собственост. СМО и СОИС тясно си сътрудничат в популяризиране на ефективното използване и защита на IP по целия свят.
Световната здравна организация (СЗО)
СМО и Световната здравна организация да работят заедно по въпроси, като фалшифицирането фармацевтични продукти. СМО е активен член на Международния медицински продукти за борба с фалшифицирането Taskforce (IMPACT) проект, координиран от СЗО. Меморандум за разбирателство между Световната митническа организация, и което е подписано през юли 2002 година.
'Донорски организации'
Африканската банка за развитие
Африканската банка за развитие и Световната митническа организация да работят заедно, за да се повиши капацитета на митническите администрации в Африка. Партньорството включва сътрудничество при идентифициране, разработване и прилагане на митническите проекти за изграждане на капацитет, като спазват международно приетите най-добри практики и подкрепа за митническо сътрудничество и регионалната интеграция в Африка. Изчерпателен меморандум за разбирателство е подписан между организацията две на 30 януари 2012 година.
Канадската агенция за международно развитие (CIDA)
Канадската агенция за развитие подкрепя дейности за устойчиво развитие в няколко области на земното кълбо, за да се намали бедността и да се допринесе за по-сигурен, справедлив и благоденстващ свят.
Norwegian агенция за сътрудничество за развитие (NORAD)
Норвежката агенция за сътрудничество за развитие е специализирана дирекция в рамките на Министерството на външните работи. NORAD осигурява качеството на норвежката помощ за развитие с помощта на техническа служба за съвети, Грант администрация, комуникация и оценка.
Шведското международно развитие агенция за сътрудничество (SIDA)
Общата цел на помощта за развитие на Швеция, е да се гарантира, че тези, които в бедност имат възможност да подобрят условията им на живот. Действие SIDA е обхваща всички сфери на обществото, за да изпълнява своите задачи ефективно.
Inter-American Development Bank (IADB)
The IDB е основният източник на многостранното финансиране и опит за устойчиво икономическо, социално и институционално развитие в Латинска Америка и Карибския басейн. Групата IDB се състои от Inter-American Development Bank, Интер-американската инвестиционна корпорация (IIC) и на многостранно инвестиционен фонд (MIF). The IIC се фокусира върху подкрепата за малките и средните предприятия, докато MIF насърчава растежа на частния сектор чрез безвъзмездни средства и инвестиции, с акцент върху микропредприятията.
Световната банка
СМО секретариат успешно запазва и засилено сътрудничество със Световната банка. СМО предоставят полезни инструменти СМО на WB за тяхното популяризиране и увеличаване на употребата. Софтуерът на СМО „Проучване Time Release“ разработена в сътрудничество със Световната банка е предоставен на членовете на СМО и СБ членове безплатно. Секретариатът участва в Световната банка модернизирането на митниците и проекти за реформи и работни срещи за улесняване на търговията. Световната банка също стартира проект за подпомагане на страните да се увеличи участието в търговските преговори за облекчаване на СТО. Целта на този проект е да представи широк спектър от възможности за създаване координационни механизми в страната, да се въведе ефективна комуникация и да подкрепят своя преговарящ улесняване на търговията в Женева.
'Бизнес организации'
BIC-Международното бюро де Контейнери et Du интермодален транспорт
BIC с 1200 членове е единствената неправителствена организация, свързваща всички групи заинтересовани контейнеризация и интермодалния транспорт, като превозвачи, производители, оператори, лизингодателите, товародатели и спедитори. Нейните основни цели са да съдейства за разширяване на контейнеризация и интермодалния транспорт, да се улесни професионални дискусии по всички въпроси, свързани с контейнери и интермодалния транспорт и да се получи и поддържа актуализирана специализирана документация в полза на своите членове. Меморандум за разбирателство между СМО и BIC бе подписано на 24 юни 2006 година.
Global Express Association (GEA)
The Global Express представлява Асоциацията на международните експресни доставки фирми, които обслужват повече от 215 страни, които превозват над 30 милиона опаковки, всеки ден, всички от тях гарантирано да бъдат доставени в рамките на определени срокове. Тази гаранция прави експресна доставка уникален в транспортната индустрия и дава възможност на своите клиенти да работят в широки територии с висока степен на доверие. Меморандум за разбирателство между СМО и GEA бе подписано на 25 юни 2010 година.
Международната асоциация за въздушен транспорт (IATA)
СМО работи в тясно сътрудничество с IATA на няколко фронта, включително върху Advanced информация на пътниците (API) Информация Cargo (ACI) и IATA E-товарен проекта. СМО е поканен да участва в IATA E-товарен проект, насочен към създаването на безкнижна среда с цел да се премахнат всички документи за всички участници на товари въздушен транспорт от 2010 година. Две МР между СМО и IATA бяха подписани съответно на 20 юни 1988 г. и на 23 юни 1986 година.
International Air Cargo Association (TIACA)
TIACA е единствената световна организация, която обединява всички звена на логистичната верига въздух. Нейната мисия е да ускори интересите на отрасъла на въздушния превоз на товари и увеличи приноса си за световната търговия експанзия. TIACA опори и асистенции и застъпник за постепенна либерализация на световния пазар и по-лесно, засилена търговия между развиващите се и развитите икономики. Меморандум за разбирателство между СМО и TIACA бе подписано на 25 юни 2010 година.
Международната асоциация на пристанищата (IAPH)
IAPH е често по-нататък „Ports САЩ на света“, в които са представени в активни участници в световната общност пристанище, а именно Port изпълнителните директори, директорите на пристанища и мениджъри пристанищен да насърчават и развиват нивото на общата кауза и интереси. IAPH стреми да постигне в насърчаването на развитието на международно пристанище и морската индустрия чрез насърчаване на сътрудничеството между членовете с цел изграждането на по-сплотено партньорство между пристанища в света и пристанища и по този начин насърчаване на мира в света и на благосъстоянието на човечеството. Меморандум за разбирателство между СМО и IAPH бе подписан през 1987 година.
Международен съюз за автомобилен транспорт (IRU)
The IRU, чрез своите национални асоциации, представлява цялата промишленост на автомобилния транспорт в световен мащаб. Той говори за операторите на туристически автобуси, таксита и камиони, от големи автопаркове транспорт до водача собственици. Във всички международни органи, които вземат решения, засягащи автомобилния транспорт IRU действа като защитник на промишлеността. The IRU подобрява за безопасността и екологичните показатели на автомобилния транспорт и осигурява мобилност на хора и стоки. Сред практическите услуги за индустрията, IRU е международен гарант на системата ТИР карнета, при които камионите са запечатани от митниците при напускане и може да премине няколко граници, без допълнителни проверки, докато не достигне до своите дестинации. Меморандум за разбирателство между СМО и RU бе подписано на 21 септември 1987 година.
International Standard Association (ISO)
Секретариатът допринесе за работата на Агенцията за поддръжка на ISO стандарт 7372, която е еквивалентна на ISO Организацията на обединените нации Directory търговия Element (UNTDED). The ISO Съветът одобри Standard 7372 и ООН публикува него като UNTDED 2005 и ISO 7372:2005. СМО е член на ISO.s TC 8 работна група, която работи по публично достъпни Specification (PAS 28001) предшественик на пълен стандарт за сигурност на веригата за доставки. PAS 28001 е предназначена да помогне на организацията да установи минимално ниво на сигурност във веригата на доставки и да отговорят на съответните изисквания на СМО за одобрен икономически оператор (ОИО) Status. СМО се стреми да гарантира, че PAS 28001 е изцяло в съответствие с SAFE.
'Академични организации'
Център за митата и акцизите изследвания в университета в Канбера, Австралия
В университета в Канбера е домакин на Център за митнически и акцизни проучвания и дейности с СМО Изток и Южна Африка Регионалната служба за изграждане на капацитет, базирана в Кения. Съгласно меморандума за разбирателство между СМО и Университета в Канбера бе подписан на 3 януари 2001 година.
Международната мрежа на University Management Group (INCU)
INCU е не-за-нестопанска международна асоциация, създадена за осигуряване на Световната митническа организация и други организации с една точка на контакт с университети и изследователски институти, които са активни в областта на митническата дейност, образование и обучение. The INCU също е проектирано да предостави цялостен ресурс за правителствата и частния сектор, както и образователен източник за студентите, които желаят да продължат своите знания в областта на митническото управление и администрация, както и на международната търговия и управление на логистиката. Съгласно меморандума за разбирателство между СМО и INCU бе подписано на 30 септември 2009.
Leeds Metropolitan University, Великобритания
Със седалище в град Лийдс, Университетът е един от най-популярните в страната. С над 29 000 студенти и 3000 служители, приноса му за региона и извън него е значително. Съгласно меморандума за разбирателство между СМО и Университета на Лийдс беше подписано на 24 януари 2007.
Техническия университет в Рига, Латвия
Техническия университет в Рига е първата Техническия университет в балтийските страни като неговата история датира от 1862, когато Riga Политехническия е създадена. Техническият университет предлага бакалавърска и магистърска професионална програма в митниците и данъци. Съгласно меморандума за разбирателство между Световната митническа организация и на Техническия университет в Рига бе подписан на 25 септември 2005 година.
Университета в Коста Рика, Коста Рика
Университетът на Коста Рика е една от водещите изследователски университети в страната, както и Централна Америка. Университетът предлага A Baccalaureate, магистърска и Лицензиант в митническата администрация и Trade.The МР [ES] между СМО и Университета в Коста Рика е подписан през 2008 година.
Университета на Le Havre, Франция
В Университета на Le Havre се намира в Seine-Maritime отдел на регион Горна Нормандия във Франция. Съгласно меморандума за разбирателство между СМО и Университета на Le Havre е подписан през юни 2007 година. 95
Университета в Мюнстер, Германия
В университета в Мюнстер е държавен университет, разположен в град Мюнстер, Северен Рейн-Вестфалия в Германия. Тя е част от Deutsche Forschungsgemeinschaft, едно общество от водещите университети в Германия за научни изследвания. В Университета на Мюнстер предлага магистърска програма по митническа администрация, право и политика. Съгласно меморандума за разбирателство между СМО и Университета на Мюнстер е подписан през ноември 2005 година.
Университета на Верона, Министерството на английски, германски и славянски филологии, Италия
В Университета на Верона (Università дели Studi ди Верона) е университетска намира във Верона, Италия. Беше създадена като тя стартира дейността си през 1982 година. Съгласно меморандума за разбирателство между СМО и Университета на Верона бе подписан на 29 април 2009.
University „St Ceryl и Методий“, Скопие, Бивша югославска република Македония
The Saints Cyril и Методий университет, със седалище в Скопие е най-големият университет в Бивша югославска република Македония. Съгласно меморандума за разбирателство между СМО и „Св. св. Кирил и Методий“ бе подписан на 10 май 2007.
Zayed University, Обединени арабски емирства
Zayed University е основан през 1998 г. и е най-новият от трите държавни спонсорирани висши учебни заведения в Обединените арабски емирства.